# Boleslav III. Krivousti
Bolesław III. Krivousti (poljski Bolesław III Krzywousty) (20. kolovoza 1086. – 28. listopada 1138.) bio je knez Poljske od 1107. do smrti. Bio je jedini sin kneza Wladyslawa I Hermana i njegove prve supruge Judith, kćeri češkog kneza Vratislava II.
Bolesław je mladost proveo boreći se za prevlast sa svojim starijim polubratom Zbigniewom; ostatak vladavine je nastojao politički ujediniti poljske zemlje i zaustaviti prijetnju proširenja Svetog Rimskog Carstva na istok i njenih saveznika, prije svega Češke. Kao i njegov prethodnik Bolesław II. Smjeli, vanjsku politiku je temeljio na dobrim odnosima sa susjednom Mađarskom i Kijevskom Rusijom koje je jačao kroz brakove i vojnu suradnju. Drugi važan politički cilj bilo je pokrštavanje Pomeranije, koju je omogućio pripojivši to područje svojoj zemlji u razdoblju 1102. – 1122. Nakon toga je od 1123. biskup Otto od Bamberga mogao nastaviti pokrštavanje. Bolesław III. je također nastojao očuvati nezavisnost nadbiskupije Gniezno. Međunarodni položaj Poljske je dodatno ojačao pobjedu u ratu s njemačkim carem 1109. Također je uspio povećati poljske teritorije. Boleslav je, s druge strane, poznat i po osljepljivanju svog brata Zbigniewa, zbog čega je bio nakratko ekskomuniciran i morao činiti pokoru. Njegov posljednji, a po posljedicama vjerojatno i najvažniji čin bio je testament zvan "Zakon o nasljeđivanju" kojim je zemlju podijelio među sinovima, a što je dovelo do skoro 200 godina feudalne fragmentacije poljske države. Usprkos tomu, Boleslav je sve do 19. stoljeća među Poljacima glasio kao uzorni vladar i simbol nacionalnih težnji.